# レイン (小説)
『レイン』は、吉野匠による日本のライトノベル。吉野のウェブサイトにて『雨の日に生まれたレイン』のタイトルで掲載され、書籍版はアルファポリスより2005年10月から2017年6月まで刊行された。イラストはMIDが担当している。2018年6月時点でシリーズ累計部数は130万部を突破している。
メディアミックスとして、『月刊コミックブレイド（現・月刊コミックガーデン）』（マッグガーデン）にて住川惠によるコミカライズ版が2009年1月号から連載されている。2010年5月29日にキャラアニより、ドラマCDが発売された。
2019年2月20日にアルファポリスが公式サイトで、吉野の訃報を公表。2005年当時では珍しかった単行本サイズのライトノベルとして刊行され、現在興隆を極めるWeb発ライトノベル系小説の先駆者というべき存在だったと、著者の死を悼む言葉と共にコメントした。

## あらすじ
ミュールゲニア大陸全土を巻き込んだ大戦から長い時が流れ、危ういバランスを保っていた平和が終焉を迎えようとしていた。5年前にザーマインの先王を倒して王位についたレイグル王、彼は世界制覇の野望に燃えていた。彼が指揮するザーマイン軍は近隣諸国をつぎつぎと攻めていった。その中には小国サンクワールもあった。国力はザーマインの一割にも満たず、士気も振るわない。さらには、サンクワールの現王ダグラス王は貴族のみを優遇して人心を失っている。サンクワールの滅亡はもはや避けられない運命のように見えた。

## 登場人物
※キャストはドラマCD版のもの。

### サンクワール
レイン
声 - 森田成一
本作の主人公。平民。傭兵上がりのサンクワールの上将軍。年齢は25歳だが見た目も肉体も18歳のまま停止している。コートクレアス城城主。自称「神童」「疾風のレイン」「世界最強の男」「怪盗ブラック仮面」。二つ名は「知られざる天才剣士」、「知られざる天才」、または「ドラゴンスレイヤー」。なお、「ドラゴンスレイヤー」の名はレインが本編で明かすまでほとんど知られていなかったので「知られざる天才剣士」のほうが有名で、明かされた後でも本人の実力を見たことがなく、その噂を聞いただけの（もしくは「もしかしたら」と忠告された）者はほとんど皆信じない。
いつも黒ずくめの格好をしており、戦いのときでも鎧など防具の類は一切着用しない。ホークによると、「年齢問わず女性をひきつけるタイプ」、ラルファスは「なんと女性と縁ができやすい男か」と感心している。現在は悪名高い魔剣“傾国の剣”を持つ。豪放磊落に見えるが実はかなりの策士で、優しい一面も持つ。
本編上では寝るのは数日に一度という生活を送っており、夜は比較的早いうちから周りの人間にバレないように夜通し修練を積んでいる。ドラゴンスレイヤーの体質がそんな無茶を可能にしているようだ。それらを知るのはシェルファをはじめ城内でも数人だけ。一種の自己暗示により一瞬で寝たり起きたりすることができ、起きた直後も寝ぼけない。
15歳で旅に出始め、盗賊団などを潰しつつ（少年時代のレインは盗賊団やゴロツキなどは基本的に皆殺しにしている）名だたる傭兵や騎士などに戦いを挑んでいった。ホークと戦った時は剣を握り始めて半年未満（一応寝る間も惜しんで修練を積んでいたらしい）で勝利し、その後同年に劣勢に追い込まれながらもシルヴィアに勝利し、彼女から魔法を教わった。その実力は彼女がレインの攻撃魔法を取り入れるほど。
18歳のときに瀕死の重傷を負いながらもドラゴン（古龍）を倒し、ドラゴンの持つ不死性、体力、筋力、魔力、特殊能力（アンチ・マジック・フィールドなど）を受け継いだが、肉体年齢は18歳で永遠に停止することになった。古龍をしてその実力から人間の例外だと言わしめた。他にも魔界より迷い出た鬼神、ソウルイーター、バーサーカーなどの数々の魔物とも戦い、勝利しているらしい。ひどい音痴なのだが本人はうまいと思っているらしく、人目を気にせずよく歌っている。ファヌージュ産の紅茶が好み。リトルドラゴンでさえも飲むと死ぬと言われている、バライソの死酒を通常の殺人に使われる量の（1杯当たり）30倍混ぜた物を飲んでも平気（何杯か飲んでも特に体調を崩す訳でもなく、いつも通りの体調のまま）。どうやら、暗い過去を持っているらしい。
シェルファ・アイラス・サンクワール
声 - 水橋かおり
ヒロイン。設定当時はシエルという名前だった。サンクワールの王族。16歳。金髪に碧眼で欠点をあげつらうことのできないくらいの美貌を持つ。
亡き母親・エレノア王妃は魔法使いであり、父親のダグラス王には嫌われ、ほぼ軟禁状態にされていた。シェルファが13歳の時にレインと出会い電撃的に恋に落ちた。その際、「ミシェール」と偽名を名乗ったため、レインは彼女を見付けることが出来なかった。本人は記憶を消されていて、自身は覚えていないものの幼少時代に幾度もレインの夢を見ていた。これは魔人が持っているビジョンと呼ばれている能力に近い。後にサンクワールの姫王になる。主城のガルフォート城には東西南北にシェルファの気配を外部に漏らさないよう特別な魔法陣が埋められており、彼女自身にも消えかかっているが封印が施されている。後にこの結界が王妃によって築かれたことが判明する。
時折人格が豹変する時があり、普段の彼女からは考えられない言動や行動を見せるほか、気配を読む能力や一時的にレインに匹敵するほどの力の波動を出すこともあり、同時に身体能力も爆発的に向上する。シルヴィアがシェルファの記憶を探ろうとした際に豹変したときは、ドレス姿にも関わらずレインから貰った魔法剣（銘はレイン）でシルヴィアに切りかかり、スピード、剣技のキレともにシルヴィアと互角に渡りあっていた。
ミシェール
魔族であり上位魔人。シェルファが未だ母親の胎内にいた際、衰弱しきっていたために緊急避難として彼女と同化した。シェルファが豹変する時の人格とはまた別である。既にシェルファと同化していて、シェルファには影響力を持たない。シェルファに同化した理由を明かしていないが、レインは薄々気付いている。シェルファが子供の時に見ていた夢を頼りにレインの行動を蔭ながら見守っており、彼女の経緯を見ているうちにミシェール自身もレインに恋心を抱くようなった。シェルファがレインに最初に名乗った偽名もミシェールと同化していたがゆえに、出てきた名前である。

ラルファス・ジュリアード・サンクワール（ラルファス・ジュリアード・ジェルヴェール）
声 - 浪川大輔
サンクワールの上将軍および筆頭貴族。長年の戦功で特別にサンクワール性で名乗ることを許されている。25歳。金髪に碧眼。かつての聖戦の英雄ジョウ・ランベルク（ジョウ・ジェルヴェール）の子孫。レインからレイグルが置き去りにした魔剣“ジャスティス”を譲り受けた。レインの親友で、シェルファほどではないが、レインのことを理解している。
誠実で高潔な性格のため平民、貴族問わず人望があるが自分では自覚していない。シャンドリス戦では元々二千程度だった自身の部隊を、一般市民に偽兵の募集を呼びかけることで九千にまで増加させるほどの求心力を見せた。サンクワール貴族としては珍しく有能な指揮官である。普段は兵士一人一人にも気配りを忘れない。戦闘の際には戦士としてなかなかの実力を見せる。レインが上将軍として初めて軍議に参加した時から、彼の言動に怒る王から何度もかばっている。これにより王から次第に見限られ、ザーマイン戦の直前彼の部隊のみ野営地に置き去りにされることとなる。
レインからルナン遠征時に注意と助言(積極的に攻撃に参加するな・殿を志願するな)を受けたが、元々の性格が災いし撤退時に殿を志願してしまう。しかしそれすらも見越したレインが助太刀し、危機を救う。それ以降、一生の恩人として、また、親友として接するようになる。レインに辛い過去があるらしいのを薄々ではあるが気付いている。
ギュンター・ヴァロア
声 - 中尾みち雄
元々はレインと敵対していたらしいが、対決で敗れ後に臣従。以降「股肱の臣」として尽くしている。年齢不詳だが、見た目は20歳そこそこ。サンクワールの中で唯一貴族以外で姓を名乗っている。無愛想で、黒ずくめ。いつも慇懃かつ渋い顔をしている（しかし、シェルファに対しては稀に一瞬だけ笑顔を見せることがある）。サンドイッチが好物。
自らの主人であるレイン以外には一々頭を下げたりせず、シェルファとレインに対する態度はラルファスと正反対であるが、口調は誰に対しても敬語である。レインの命令は絶対服従のようで、長にもかかわらず自ら間諜として行動したり、看板を立てたりするなどの命令もこなしている。レインとは過去に、お互い隠し事はしないと約束をしている。黒い刀身に赤いオーラの魔剣を持っている。レニよりも剣技は上。工作や諜報に関わる部隊の長。レインが付近に居ない時シェルファを影で護衛している。セイル達が捕虜としてコートクレアス城に捕えられている間は、彼らの見張り兼護衛役として城に留まった。またアリサがガルフォート城に乗り込んできた際には、城警護の『影の』総責任者であると発言している。
レインの命なのかは不明だが、人を殺めることに抵抗が出来てしまったセルフィーをさり気無く諭したり、自身の正体が明らかになることでレインに嫌われるのではないかと悩むシェルファの相談を聞いたりと、登場人物の悩みを多々解決している。
レルバイニ・リヒテル・ムーア
声 - 山口勝平
レインの副官。通称レニ。24歳。レインの傭兵時代からの部下。かなり臆病だが、剣技は二刀流を得意としており、いざという時に本来の力を発揮する。母が没落貴族だった。可愛い女の子に弱い。
セノア・アメリア・エスターハート
声 - 水城レナ
レインの副官。20歳。サンクワール五大貴族の出身だが、根は素直でやさしい。いつも何かにつけてレインに文句を言っているが、ひそかにレインに想いを寄せている。かなりの乙女趣味。
朋輩であるレニに対し臆病者と決めつけ、レニのことを理解せずにいたが、廃坑内で助けられたことで見直した。レイン曰く「セノアが使えるのは戦闘が始まる直前まで」。ただし、原作では戦闘力が皆無であり剣を全く扱えていないが、漫画版では戦場で剣を持って戦う姿が確認できる。
サフィールの登場で一旦ガルフォート城を去ることになった時には、ギュンターの「敵となるか味方となるか」という問いに、貴族である自分が祖国を裏切るような形をとっていいものかとして、ただ一人答えあぐねていた。しかし、最終的にはレインの臣下として付いて行くことを決心する。
ガサラム
55歳。かつてはファヌージュの騎士団の隊長だったが、引退後は警備隊隊長になる。その後レインと出会い斬り合いになり、危うく死に掛けたことをきっかけに警備隊を引退（歳が歳なのでクビになったとのこと）。後にレインの副官となる。根っからの親父肌。剣技も立つが戦慣れしていて場の空気を読むのが上手い。レイン曰く「お買い得な親父」。また、傾国の剣がある遺跡の場所をレインに教えたのは彼である。
セルフィー
レイン直属の騎士見習い。17歳。騎士志願の貧乏少女。父親が警備隊所属の騎士だったが、無能な貴族に汚名を着せられ殺害されたため、ほとんどの貴族を嫌っている。始めは人を殺すことにかなりの抵抗があり、初めて人を斬った時には吐くほどであったが、徐々に戦いに慣れていく。レインの優しさに触れ彼に恋をする。レインの過去を知る数少ない内の1人。転んだり着替えの度に何故かタイミングが悪く、レインに下着を見られてしまうことが多い。
ユーリ
声 - 井上麻里奈
レイン直属の騎士見習い。16歳。元はザーマインの間諜であったがレインの説得（買収、もしくは脅し）に応じて仲間に。セルフィーの親友。レインに対しよく文句を言う。レインに仕える経緯が他と異なることや、敬語が元々苦手であることが原因となり、何かの拍子に上司（主にレイン）に対してため口になることが多い。
ミラン
レインに仕える誠実な性格の正騎士。19歳。レインのおかげで騎士見習いから一気に五人隊長になる。位を上げてくれたレインに言葉に尽くせないほど感激し恩義を感じている。部下に任せればよい嫌なことも自分から進んでやっている。ゴースト騒動の際にはゴーストに出会い、シェルファの護衛をしていたが皆と同様に記憶を消されている。武闘会でもシェルファの護衛についていたが、実は幻視の術を使ったレインだった。今や城内外で伝説化している“悲惨なMの話”の発端者（？）。
シルヴィア・ローゼンバーグ
ホークの親友。原始のヴァンパイアにして最強のヴァンパイア・マスターで、人間からは様々な二つ名で呼ばれている（史上最強のルーンマスター、ブラッディアイ、ナイトフライヤー、クリムゾンファング、ダークビューティーなど）。上位魔人のノエルから見ても、強大な力を持つ。年齢は3700歳以上。人族が使う魔法体系を確立し広めた、いわば現在のルーンマスターの始祖。少年時代のレインの過去を知る理解者（同時に本気でレインに惚れてしまった）であり、過去のシェルファを知っている。
本来ヴァンパイアは直射日光の下では外を歩けないが、シルヴィアのみ例外である。また、レインと同等かそれ以上の魔力に加えて二刀流も使いこなし、少年時代のレインを凌駕するほどの剣技を持っていたが、シルヴィア自身が気づかなかったわずかな隙をつかれることにより自ら負けを認める（ただし実際には決着が着かずじまい）。レインに負けるまで無敗。以前にも魔人と戦ったこともあるようだ。ミニスカートやショートパンツなど、肌の露出が多い服装を好む。
レインとの決闘後、彼に請われ（ホークの紹介状もあって）魔法の師匠となる。レインの噂を聞いてサンクワールを訪れた際に、ついでで参加した武闘会で全勝（大会はシェルファを暗殺しようとした騒ぎで本戦の途中で中止）を遂げてレインの臣下になる。レイグルの使った転移系の魔法も使えるが、レインには教えていない。
霧の国の長だったが、レインの部下になってからは国政を誰に任せているかなどは一切不明。
ノエル
超強気な魔人少女。120歳前後。レオタードに近い、露出過多の服を着ている。
眠いと感じると場所が何処であろうとすぐに眠れる。武器は柄から出現する光の剣（ブレード部分はノエル自身の魔力であり、並みのルーンマスターが使おうとすると1秒も持たずに魔力が枯渇する）。傾国の剣以外に唯一遠隔攻撃が使える。レインとの戦いに敗れて今は部下同然になっているが、立場上は客人の扱いである。レインに好意を持っているようだが、頑として認めようとはしていない。シルヴィア曰く「妙なところで純情」であるらしい。得意技はナイトワールド。
ファルナ
シェルファに仕える正騎士。23歳。武道会で本戦まで残ってシェルファの正騎士となった。実はガルブレイクの養娘。ガルブレイクをレインに殺されたことでレインに復讐することを誓っており、その罪は自らの命で購うと決めている。
アベル
シェルファに仕える正騎士。自称勇者。武道会で本戦まで残ってシェルファの正騎士となった。勇者の血を受け継いでいることから常人よりタフで回復力が高い。また、魔法を詠唱なしで使うことができる。普通の人間よりかは強いが武道会本戦でシルヴィア・ローゼンバーグに手加減された上に完膚無きまで倒されたことから人の範疇の強さでしかない。
フェルト
愛と美と調和の女神メナム神に仕える神官。武道会本戦ではギュンターと対戦し手も足も出ないまま敗北する。しかし本戦まで残ったことからシェルファにより教会をつくることを許され、シェルファに仕える。後に神官長になったらしい。
リエラ
シェルファに仕えているメイド。シェルファがガルフォート城を出奔したときに途中まで同行した。その後は実家に戻っていたのだがレインの配慮から再びシェルファに仕える。好奇心が強く、レインとシェルファの関係を有らぬ方向へ想像していたりする。
タロン
レインに仕える正騎士。十人隊長。
グエン
ラルファスの副官。35歳。斧使い。ラルファスのことを「大将」と呼ぶ。レインのことも「レイン将軍」ではなく、「レインの大将」などと呼んでいる。山賊の頭のような顔をしているがとても優しい。力自慢だが、以前レインに腕相撲で勝負しあっけなく負けている。
ナイゼル
ラルファスの副官。見かけは華奢な美少年。一時レインに対する危惧から彼に対して不信感を抱いていたが、ラルファスに諭されてからはある程度解消されたようである。
エレナ・フェリシア・ハルトゥール
現在ハルトゥール家の当主代行を務めている。18歳。ラルファスにベタ惚れであるが、根本的にラルファスのことを誤解している。レインのことを「成り上がりの平民」と毛嫌いしている。また、部下に何度かレインの暗殺や失脚を命じるも、全て失敗している上にバレている（レインの項目にあるバライソの死酒についても彼女の仕業）。
ギレス
元サンクワールの上将軍。ガノアと共にザーマインに寝返るが、裏切りを知って駆けつけたラルファスに殺害された。
サフィール・ダルマナック・フォスティール
元サンクワールの上将軍。ザーマイン戦で行方不明になっていた。ダグラス王の遺言書を持ってガルフォート城に帰還して、その遺言書をもって王になろうとしたが、レインとラルファスに反発されサンクワールは内乱状態になった。その後。内乱に介入してきたシャンドリス軍にサフィールは戦いを仕掛けるも惨敗。グレートアーク城（サフィールの居城）に逃げ延びる。
その際、自らの傲慢な態度を改め、ルディックや和解を求めに来たレインも驚くほどに人柄が変わった。その後、レインとラルファスの混成軍に一掃された際、自らの望みによりレインとの一騎討ちによって死亡するが、遺言書は本物であったようだ。
ルディック
サフィールの副官。42歳。元はサフィールの同僚貴族の部下でサフィールから見れば陪臣だったが、軍を統率するにあたりサフィールが直臣として引き抜いた。引き抜かれるまでは子爵で100人隊長だったが、直臣に取り立てられた際に1000人隊長の将軍職に抜擢された。サンクワール貴族にしては珍しく戦術眼に優れており、一流の将帥。軍を指揮するにあたり、爵位が低く軽く見られがちと不満を持っていたところ、サフィールによって伯爵位へ引き上げられた。抜擢当初は嬉しく思い家族にも喜ばれていた。サフィールや反王女派に対し失望し不満を抱いていたが、シャンドリスに敗れたサフィールが今までの傲慢な態度を改めたことにより、再び固い忠誠を誓う。グレートアーク城にて、サフィール一派がレインとラルファスの混成軍によってほぼ壊滅した時点で、レイン軍に突入し殉死した。

### シャンドリス
フォルニーア・ルシーダ・シャンドリス
シャンドリスの皇帝。23歳。勝気な性格。妖艶な美貌を持つ。妾腹の子だが、政変の末に王位に着く。通称「フォル様」。ジョウに恋愛感情を持っていることをほのめかす発言を幾度かしている。
シェルファの戴冠式当日にジョウ・シングと共に同盟締結の意図でサンクワールを訪れ、主城を追われるシェルファ、王を自称するサフィールと対面してすぐサンクワールへの侵攻を決意する。この時点ではシェルファやサフィールには良い印象を抱けず、逆にレインは好印象だったようである。その後シェルファ軍・サフィール軍両方から抵抗される中侵攻過程でジョウからレインの本当の目的を聞き、最終的には自分が提示した試練にシェルファが耐え抜いたことで彼女の器を認め、同盟を組むこととなった。
ジョウ・ランベルク
シャンドリスの大将軍。母親が魔人だったため半魔人。かなりの美形。自らが直接指揮する戦いでは敗北を記録したことがなく、「不敗の神将」と呼ばれている。その正体はかつての魔人との戦争の英雄、ジョウ・ジェルヴェール。白い魔剣というか刀を持っている。十年前レインと会っている。
ラルファスの先祖らしく誠実で温厚な人格者である。ただし自身の恋愛模様に対しては鈍感なようで、フォルニーアの好意的なアピールには気付かずにいる。魔人の血を引くものとしてレインと互角に渡り合うほどの戦闘力を保持しているが、一度レイグルと対峙した際には相手のプレッシャーに圧され一歩も動けない状態になった。
セイル
ジュンナの兄（原作では血縁関係はないというような記述があるが、漫画版で記載されている相関図には彼女は「義妹」と明記有り）。23歳。魔法剣士。シャンドリスの将軍。青い魔剣を持っている。
枯れ谷の戦いではレインに捕まったジュンナを助けようとして彼を奇襲するも返り討ちにあい捕虜になるが、両国間で同盟が締結されたことにより解放される。その後フォルニーアの手によってサンクワールの大武闘会に強制参加させられ、本戦に残る成果を見せた。
ジュンナ
セイルの妹（義妹）。17歳。敵味方入り乱れる戦場で味方の損害を考えずに攻撃魔法を使用する、自分の魔法が敗れると防御も忘れて攻撃を食らいそうになるなど経験不足が目立つ。だがその力は過去最高の魔法使いの一人といえ、本編中で初めてレインのアンチ・マジック・フィールド（未強化）をぶち抜いている。故にその気になれば古龍に手傷を負わすことくらいは出来るらしい。また初歩の魔法なら詠唱無しで行使できる。セイルによると「キレるといつも以上の魔力を持つ」ので実力は未知数。言葉の語尾に「…じゃないよぅ」、「はあぃ」等やたらに「ぃ」とか「ぅ」をつけて話す。
枯れ谷の戦いでレインに魔法で奇襲をかけて敗北し捕虜になるも、両国間で同盟が締結されたことにより解放される。
ザルツ
シャンドリスの将軍。ジュンナのことが好き。何かとセイルを冷たくあしらってはジュンナに嫌われる。シャンドリスとサンクワールの最後の話し合いの際、レインとの一騎討ちにより敗れる。
シング
シャンドリスの将軍。フォルニーアによると「かなりの腕前」らしいが、サンクワールの内乱に介入した際に枯れ谷でレインにあっさりやられて捕虜になる。その後は両国間で同盟が締結されたことにより解放された。

### ザーマイン
レイグル
声 - 置鮎龍太郎
5年前に先王アラミスを倒し、実力で玉座についたザーマインの王。銀色の髪の魔人。トップフォー（魔人の中で指導的立場にいる4人の魔人たち）に匹敵するほどの実力を持っている、アウトサイダーの魔人たちの中心的人物。
魔剣“ジャスティス”を持っていたが、レインに心臓を貫かれて逃げた際に置き去りにした。その後、血に似た赤い魔剣を作り使用している。魔法を使う者は種族を問わず、人間がマナと呼ぶ力の源を多用しすぎた際の副作用の一種により段々と髪が銀色に変色していくことが多く、レイグルの髪が銀色なのはこのためである。
レインとは互いに自分の道を進むが故に互いに譲歩できない存在として認め合っており、宿敵として認めており敵の中心としている。
フィランダー
魔人。大柄で武器は手元に出現する純白に輝く長さ2mほどで横幅も広い魔剣。ザーマインがファヌージュに侵攻してきた際に助けに来たレインと互角に渡り合っていた。レイン11にて死亡。
デューイ
尖った髪型の魔人。マリアの加護を受けたスティーブを一撃で倒したほどの実力者だったが、ファヌージュの救援に来たレインによって傾国の剣の遠隔攻撃（刀身を三メートル強の大剣型にし更に魔力を目一杯注ぎ込んだ状態で発動したもの）が直撃し、瀕死の状態に追い込まれた。レインによる傷が少し癒えた後、本人ではなくレインの家族含め彼の故郷の村ノーグの村民を皆殺しにしようとノーグに飛来するが、途中でクラレンスに阻まれ、クラレンスが去った後に乱入してきたアリサによって首を落とされ死亡する。
サラ
普段は魔人らしく傲慢な態度だが、レイグルに心酔しており彼の前だと態度が急変する。ファヌージュ侵攻の際レインに魔法攻撃をしかけるが、アンチ・マジック・フィールドによって完全に吸収され、自身の放った魔力をおまけして返されてしまい、防御はしたもののその際の爆発でデューイと同じく瀕死の状態にまで追い込まれた。レイン9にてルミナスと共にガルドシュタインの攻略に赴く。レイン11にて死亡。
クラレンス
少年のような容貌の魔人。デューイがノーグの村民を皆殺しにしようとノーグへ赴いた際にデューイの前に現れる。魔族としての誇りを持っており、レインの家族を自分の復讐のために殺そうとするデューイの行動を「蛮行」とし、粛清にかかる。ザーマインの居城を訪ね、レイグルに協力を申し出る。遥か昔の魔族のトップフォーの一人であり、過去にレイグルとは敵対していたようだ。レイグルと同等、あるいはそれ以上の力を有しているらしく、本人曰くレイグルに対し一応の勝利を収めた者は自分とレインのみであるらしい。
ソフィア
レイグルに街中で助けられ、上位魔人並の力を与えられた少女。その力はサラを上回るほどらしい。
ジャギル
ザーマインの宰相。レイグルの正体を知っている。
ガルブレイク
声 - 掛川裕彦
サンクワール遠征軍の総指揮官。レインに一騎討ちを申し込み敗北して死亡。ファルナの義父でもあった。
ルミナス
ガルブレイクの元副官。33歳。知謀に長けており、ガルブレイクの後を継いで上将軍になった。レイン9にてガルドシュタインに兵を率いて侵攻し、後に再びレインと戦うことになる。
ガノア・フィッツェランド・エルムス
元サンクワールの上将軍。ザーマインに寝返り、ダグラス王を不意打ちし殺害。意外に剣の腕も立つらしい。
アラミス
温厚な性格だったザーマインの先王。故人。レイグルに殺害され、王位を奪われた。

### レイファン
サーヤ・サフィーネ・レイファン
レイファンの王。15歳。下克上を狙う腹黒い宰相の野望をくじいて即位する。このことから、本作には後述の「プリンセスに乾杯を！」の設定が少しばかり生かされていると言えなくもない。
アーク
レイファンの大将軍。20歳。ごわごわの頭髪にガキ大将のような目つきをしていて頭に白い布切れを巻いている。一度決めたことはなかなか諦めない。ドラゴンスレイヤーを目指し、ドラゴンと対峙するも敗北を認める。
フェリス
レイファンの大将軍補佐。20歳。少年にも見える若々しい顔つきをしている。
ケイ
アークの部下。軍師。17歳（自称20歳）。男装しているが実は女。サングラスで顔を隠している。顔つきは繊細で肌が白く声が高い。一人称は「ボク」である。いつもサングラスをしている。

### 旧ルナン
アムル
旧ルナンの将軍の一人。ザーマインの侵略以前からルナンの将としてレインと戦ったことがあり、その強さをよく知っている。ザーマインからサンクワールに勝てば国土を返還するという名目で軍勢を借り受け、二度目の大戦前にレイン軍と戦うが、敗北。
ウェルナー
旧ルナンの将軍の一人。
フェイ
ウェルナーの妻。
ギャレット
旧ルナンの将軍の一人。ルナンにはレインの強さを知る将軍がほとんどだが、彼はレインと戦ったことがなく、レインを見くびっている。
ジョシュア
自称ジョシュア・フォルタール・ハッシュ。平民。15歳。両親は商人。
何代か前に没落貴族を花嫁として迎えたためサンクワール貴族の特徴を少なからず受け継いでいる。自分の容姿と頭脳と剣技に自信をもっている。サンクワールの文官として採用試験を受けるもシェルファの最終面談で、レインを蹴落とそうとして自爆しサンクワール王宮から去っていった。その後旧ルナンの将軍ウェルナーの妻に取り入り旧ルナン軍に入った。後にザーマインに仕える。

### ファヌージュ
フェルナンド
10代という若さでファヌージュを統べる王になった。平民と同じく黒髪黒目だが、大昔、異国から新天地を求めて海を渡りミュールゲニアに来たという祖先の血筋により、身長ははるかに高く肌が白い。戦いではレインのように自ら先陣に立つほど極めて好戦的な性格。
ベルトラン
守護三騎士の一人。スティーブの弟。見かけは20代の美男子だが、見かけどおりの歳ではない。武器は刀。マリアの力により、戦闘時は体が薄く輝く。気性が激しく、レイファンの王城、クリスタルパレスにてレインに先の戦いの最中で眠らされたことに怒り彼に詰め寄るが、「ただの騎士その一」呼わばりされたあげくに完膚なきまでに叩きのめされた。
スティーブ
守護三騎士の一人。ベルトランの兄。ベルトランと同じく見かけどおりの歳ではない。マリアの力により戦闘時は体が薄く輝く。ザーマインがファヌージュに侵攻してきた際、マリアの守護の力を物ともしないデューイに一撃で首を落とされ死亡する。
マリア
守護三騎士の一人。ベルトランとスティーブの姉。ファヌージュの守護三騎士の正体はマリアを長姉とする三姉弟であり、生まれつき三人だけに通じ合う不思議な絆を持っている。特に長姉であるマリアの力は強大で、戦闘時は弟二人の防御を一身に引き受けて敵の攻撃を弾いている。但し彼女自身は無防備になってしまうため敵勢力から狙われないように一般国民にはその存在が隠されている。
グロズベル
フェルナンドより一つ年下だが、「フェルナンドに勝るとも劣らぬ強者」と評されるファヌージュ屈指の騎士。ファヌージュの首都、アルデンヌの守護を任されていたが、テセト軍の包囲によって切迫した状況におかれていた。しかし会議の最中突如乱入したレインの説得とフェルナンドの手紙により、アルデンヌを捨ててレイファンに撤退する。

### 謎の結社
魔族撲滅を目指す暗殺集団。どうやら1000年以上前からあったようだ。
クレア
タルマの妹。シェルファ王女暗殺をもくろむ一団の長。青白いオーラの魔剣「ブランディーヌ」を持つ。仲間内からは「宗主様」と呼ばれている。真っ白な髪をしていて瞳が紅色。盲目だが別の方法で見ることができる。実は魔族の血が混じっている
見かけとは裏腹に馬鹿力の持ち主で、ロイの腕を握っただけで彼の腕に青あざを作った。彼曰く、常人では一撃で手首が砕けるほどの力。レイン7のエピローグで、ガルフォート城に逃げ込んだシェルファの前に現れ、「汝を滅ぼす」と宣言した。
多様な「能力」を持っており、一般人と比べると圧倒的な戦闘力に加え、相手の記憶から「一番強い」と思っているものとまったく同じ存在を作り出す(メモリーズ)等、特殊な能力も幾つか所有している。レイン8にてレインと死闘を繰り広げ、レインに重傷を負わすも、自身も瀕死の状態になり、かろうじてその場から脱出した。なお、彼女はレイグル王をも敵として視野に入れている。
タルマ
クレアの姉。クレアと同じく白い髪、紅色の瞳。武器は透明なムチ。マジックアイテムも持っている。強引についてきた仲間とコートクレアス城（レインの居城）に潜り込んだところをレインに見つかって包囲されるがシェルファの要望で解放される。仲間内ではみそっかす扱いである。いくらレインでも妹には敵わないだろうと思っていたらしく、レイン9にてクレアが瀕死の重傷の姿で帰ってきたのを発見した時は心底驚いていた。
バジル
クレアたちの仲間。二つ名はビーストマスター。レインによると、獣化した際の馬鹿力は古龍にもひけを取らないらしい。
レスター
クレアたちの仲間。太った若い召喚士。多重召喚が可能。
ケヴィン
クレアたちの仲間。年老いた好色魔法使い。タルマ曰くエロじじい。古き敵に殺されて死亡。
ロイ
傭兵。二つ名は「不死身のロイ」。バジルたちと同じくクレアたちの仲間だがタルマと同じくみそっかす。不死身だと噂されている。レインは少年時代、彼を探していたこともあった。レインに敗れた。
レインが旧ルナンの軍勢と戦っている最中にシェルファを誘拐するため現れた。武器は長剣だが、シェルファを誘拐しに現れた時はダガー（短剣）を使っていた。かなりの魔力を持ち、呪文を詠唱なしに魔法を使え、転移系の魔法も使える。また、透明になることも出来る。マスカレードという能力を持っており、自分の結界内で呪縛した他人の体を完全に支配して傀儡のように自由に動かすことができ、また自分の精神を他人の体に入り込ませ、完全に自分のものにすることができる。だが手並みはレインに及ばず、星祭りの夜、シェルファを連れたレインに勝負を挑み、マスカレードを駆使して深手を負わせるが、最後は次元の外に放り出され傾国の剣の遠隔攻撃で体を真っ二つに切り裂かれ、レインに裂け目の向こうへと蹴り飛ばされた。
もともと彼はミュールゲニアの住人ではなく、別の世界から精神だけミュールゲニアに飛ばされた。ゆえに本当の彼の体はミュールゲニアではなくその世界にある。不慮の事故で意識を失い、病院で昏睡状態にあると本人は述べていた。
レイン（少年）
第8巻以降に登場する少年の姿のレイン。
クレアの魔法（メモリーズ）によってレイン（大人）の深層意識から再現された。

### アヴェルーン
ミュールゲニア大陸で唯一選挙による施政者が選ばれる民主共和制を布いている国家。元々は王政だったが、レインが協力した革命により共和国家となった。革命評議会最高指導部の評議会メンバー14名がアヴェルーンの中心人物となっており、そのうちレインを含む2名が永久欠番のため、実質は12名によって評議がなされている。レインの親書により、サンクワールとの同盟を締結し、ザーマインとの戦いに挑むことを決めた。
マルティン
レジスタンスの一人で盗賊。二つ名があり「怪盗ブラック仮面」という名もある。後にレインが悪巧みに近い悪戯をするときの名前の元ともなっている。レインがアヴェルーンを立ち去る時、「レイン」と本名を明かした人物(アヴェルーン滞在時は仮名のブラックと名乗っていた)。ホークとは別の意味でレインの人格形成に影響を与えた人物で「哀しい時に哀しい顔するな…苦しい時も哀しい時も笑ってろ。やせ我慢でも最後まで続いたら本物だ」と忠告した。
フェン
レジスタンスのリーダーで革命達成後は、アヴェルーン革命評議会最高指導部の議長。
アニー
レインがアヴェルーンに立ち寄った時の、マルティンの恋人。革命評議会の内の1人。

### シルヴィーナ（霧の国）
ヴァンパイアの国。シルヴィアが統率している。
シルヴィア・ローゼンバーグ
サンクワールの項目を参照
ユキ
霧の国ではシルヴィアに次ぐ強さを持つ少女（？）。気が強く、ツンデレらしい。
ウェンディー
ヴァンパイアになりかけていたため、レインが霧の国に立ち寄る少し前にユキによって連れてこられた。レインから色々と優しくされたため、他の子に彼の優しさを説いて回り（シルヴィアも一枚かんでいたらしい）、霧の国で彼が人気者になるきっかけを作った（ユキも彼女に影響された模様）。

### その他
フィーネ
レインの故郷に住んでいた少女。故人。14歳。レインとは、まだ剣の修行をしていなかった頃に将来を誓いあった仲だった。しかし、不運にも侵入してきた盗賊により帰らぬ人となった。この死がきっかけにレインは最強の戦士を目指す旅に出た。さらに、「あの子を守れずに自分だけいい思いをするなんて、間違っている」とレインが意識していて、レインとシェルファ、その他多くの女性との恋愛関係に進展がない原因にもなっているようである。後述のフィーネ（謎の少女）との関係は不明。
レイン6のエピローグで（レインの幻覚かその他の現象のためか定かではないが）レインがフィーネの家を訪れたときに姿を現した。
ミシェール
ガルフォート城に現れた謎のゴースト。レインやシェルファと何か関係があるらしい。少年時代のレインの前に度々現れていてその時はシェルファと名乗っていた。その正体は魔人であり、ミュールゲニアで信仰されている多神教の一角を占めているらしい。
ホーク・ウォルトン
元レイファンの大将軍で二つ名は「風の剣聖」。故人。レインの闘気術の師匠（レインが彼を観察して覚えた）。白い魔剣を持っている。千人の軍勢を一人で迎撃したといわれている。自分の間合いを完璧に把握しており、間合いに入ったものはたとえ飛び回る小さな虫だろうが必ず切れる。
当時15歳だったレインと戦い負けを認める。肺に病を患っていたために発作により山賊たちに後れをとり切り刻まれてしまう。その後、辛うじて生きてはいたが手当のほどこしのしようのなかったためレインがホークを痛みから解き放つためにとどめをさした。シルヴィアとは親友である。彼の最期の言葉は後のレインの人格形成に大きな影響を与えた。
ハンナ
ホークが住む小屋の近くにある村の少女。10歳。栗髪黒眼。ホークのことを「おじいちゃん」と呼び慕っている。レインに出会ってから彼に惹かれていき、将来はレインと共に旅に出ることまで考えていた。しかし、村での戦闘の際にレインに対し咄嗟に恐怖心を抱いてしまった。
両親がおり、ハンナの父だけが村人で唯一レインに感謝の言葉を掛けており、ホークを埋葬してほしいというレインの頼みを承諾している。
脂顔男
名称不明。ザコキャラのくせに妙に出番が多い。ちなみに、本人曰く（会うたびに変わるが、最後に会った時の話では）子供が八つを頭に合計十六人いるらしい。
ヴィンター・フォン・ブルームハルト
全ての魔族を統べるトップフォーの一人（ヴィンター本人は今はトップスリーだと主張している）で、自称魔界の貴公子。レイグル一派と対立しているが、穏健派で通っているらしく目立った敵対行動はしていない。女好きであり女性には見境なく声をかけナンパしているがまったく相手にされずに手痛い反撃を食らっている（ノエルからは肘鉄もどき、シルヴィアからは力いっぱい足を踏みつけられている）。
複数の名前を持っており、吉野匠の著書「魔王降臨!」に彼と性格がそっくりな魔人が出ている。ちなみに、この小説中で異世界に行ったことがあるような発言を1度したことがある。
メルキュール
レイン外伝にてレインが廃坑道の奥で初めて出会った謎の少年。自称「正義の味方」を名乗っており、レイン9ではガルドシュタインに攻め入ってきた魔族のサラを圧倒的な力で撃退するなど、自身の能力も高い。武器の銘はノーランディス鎌のような形をしている。
アリサ
人間の女性。赤いオーラを放つ魔剣“サクリファイス”の使い手。ドラゴンスレイヤー。髪黒眼で、燕尾服を身に纏う。理由は不明だが魔族を激しく憎んでおり、「魔族と、そして魔族に味方する者達っ、その全てが私の敵だ!!」と豪語する。デューイがノーグに赴いた際に、デューイの全力をかけた魔法攻撃を一蹴し、クラレンスの後を受けるような形でデューイを瞬殺する。レイン9ではサンクワールに赴きノエルと出会って戦闘になるも、彼女を庇うレインに対して「魔族も貴様も敵だ」と話したうえで少しの戦闘ののち、その場を立ち去った。
フィーネ（謎の少女）
前述のフィーネとの関係は定かではない。黒髪黒眼で、可憐な顔立ちをもつ、不思議な雰囲気の少女。フィーネという名前は“おじさん”なる人物からつけられた仮の名前だという。“おにいちゃん”と呼ぶ人物を想っており、デューイを倒した後のアリサに「おにいちゃんとは戦っちゃだめです。」と真摯に訴える。登場自体に謎が多く、デューイを倒した現場は村から子供の足ですぐ走って来られるような距離ではないのに加え、アリサに前述の訴えをした後、アリサが考え事をしている間に突如として姿を消した。その上アリサがエクシードを使って本気で探しても見当たらなかった。レインがガルドシュタインで会った少女は彼のことを“おにいちゃん”と言っており、突如として姿を消すなど特徴が似ているが、同一人物かは不明。
セラフ（偽名・古龍）
アーク達が出会った古龍。発音しやすいようにセラフと呼ばせていた。アーク達に2人目のドラゴンスレイヤーの存在とレインの過去を教えた。ちなみに、レインが18歳の時にうち破った古龍は「我が友」と呼ぶ仲であり、ドラゴンスレイヤーの伝説を人間達に教えた張本人。また、セラフよりも強かったらしい。だが、その古龍は晩年多数の人間を殺していたため、セラフに会いに来たレインの実力を認めたセラフはその古龍を倒してほしいと居場所を教えた。

## 用語
ミュールゲニア大陸
設定初期はユルゲニアという名前で、北アメリカ大陸くらいの大きさとされていた。科学文明が発達しておらず、廃れつつあるが魔法が存在している。人間以外にも知性をもった種族がいる。大陸には、サンクワール、ザーマイン、シャンドリス、レイファン、シルヴィーナ（霧の国）、ファヌージュ、パジャ、テセト、ガルドシュタイン、フェリアーナ、ポートフォリス、ローザンヌ、アヴェルーンなどといった数多くの国家が存在している。過去にはルナンやセレステアといった国家も存在したが、既に滅亡している。
大陸中央部には聖域と呼ばれる古龍や魔物が住む森があり、南西の方には魔物の森と呼ばれる文字通り魔物が住む森がある（こちらには古龍は住んでいない）。
サンクワール
ミュールゲニア大陸の海に面した南西に位置する小国。大きさは日本の本州程度。首都はリディア。かつて5人の冒険者が国を立ち上げ、現在のサンクワールの上級貴族であるサンクワール王家を筆頭とする五家の始祖となる。始祖となった冒険者たちの血を受け継ぐサンクワール貴族が他の人族より長寿で、なにもなければ数百年も生きることから、冒険者たちはエルフではないかと後世に言われるが定かではない。また、始祖となった冒険者の特徴が色濃く受け継いだのかサンクワール貴族は金髪に碧眼である。
ザーマイン
北西側に位置する大陸最大の国。レイグルが王になって、更にその領土は広がっている。昔はどうやら王による租税などのせいで民は相当貧しかったようだ。しかし、レイグルは王の座につくと税の引き下げ等を行い、民はそれについて感謝して慕っていた。
魔剣
正式名称は魔法剣。通常の長剣などに魔力を付加させて製造する。そのためルーンマスターが激減した現在の状況では、希少価値が付いてとんでもない額（物にもよるが町が2、3個買えるぐらいの額）になる。基本的に魔剣は普通の剣に比べて切れ味が向上し強度も上がり魔剣でつけられた傷は治りが遅くなる（魔人にもその効果は及ぶ）。魔剣の優劣は魔力を付加させるルーンマスターの腕によって変わり、粗悪なものではエクシードが強く影響する範囲内（エクシード自体もそれなりの強さが必要だが）ではすぐに元の剣に戻ってしまう。
例外としてノエルの魔力による光刃の魔剣があるが、元々柄しかなく、剣そのものがすべて魔力でできているので魔法が使えない一般人はもちろんのこと、並のルーンマスターでは使えない。
傾国の剣
太古の昔、セレステアが滅びる原因となったとされる呪われた魔剣。シルヴィアによると銘はあるらしいが今に伝わっていない。その後デラド山の森の奥にある古代遺跡に封印されていた。この魔剣は使い手にもかなりの能力がなければ魔法剣としてすら機能しない。さらに自ら主を選び、主として選ばれなかった場合は主の元へ自動的に転移して戻る。また、意図的に剣の使い手の元に転移させることもできる。剣をある程度剣の使い手の思う長さに伸ばすことができる（作中では3メートルほどまでは伸びている）。剣の主から力を吸い取ることで遠隔攻撃（通称・見えない斬撃）が可能な上、威力の加減や中間にある物をすり抜け攻撃対象だけ攻撃することもできる。更には、次元の壁を切り裂き世界を渡る特殊能力まで付与されている。この剣に魔力を付与したルーンマスターはレイン以上の力をもつ超一流の魔法使いであるらしい。
ドラゴンスレイヤーの伝説
独力で最強の魔獣古龍を倒したものに古龍が持つ能力を与えられる伝説。但し、相手はアンチ・マジック・フィールドや魔法を詠唱なしに使えるため、古龍を越えた魔力の持ち主にしか魔法攻撃は通用しない。また物理攻撃を行うにもエクシードで吹き飛ばされ近づくことすら至難である。仮に近づけたとしても通常の武器では傷を負わすことはできない。さらに、普通の魔剣をもってしても体躯から考えると小さな傷くらいしかつけられない。故に世にドラゴンスレイヤーはいないとされていた。現在、レインとアリサの2人がいる。
エクシード
人間にのみ備わる能力で、本編では「気」のようなものだといわれている。レインはこれを使って筋力の向上等を行っていたが詳しい能力は未だ明かされていない。しかし使いこなせるようになるには相当な訓練が必要で、使える人間はほんの一握りしかない。どうやら魔族にも匹敵するほどの能力のようだ。
魔族
長命の種族。また、人間とは違い魔法による詠唱を必要とせず、筋力も段違い。特に魔人は強力で、かつて人と戦ったこともあったようだ。そのせいか、人の魔族への嫌悪は激しい。魔法の使いすぎか、ほとんどの魔人は銀髪。そして、魔人には黒い翼が備わっている。たまに色を変える者もいる。
ルーン
人が魔法を使用する時詠唱する言葉。ルーンを必要とするのは人だけ。これはどうやら神話なども関係しているよう。また、一部の人間はルーンを唱えず魔法を使用しており、それは術者の力量によるものと思われる。詳細は不明。

## 制作背景
2000年後半ごろには既に本作のネット掲載が行われていた。当時作者は公募に落ち続ける日々を送っており、次第に自身の欠点を把握することができた反面、楽しんで書くという気持ちを押し殺してしまうことがあった。本作では楽しんで書くということを大切にしており、起承転結をあえて設けずに続けたいところまで書けばいいという気持ちがあったと作者は振り返っている。
その後、作者はオンライン上の知り合いから「アルファポリスに登録すると本になる道がある」と言われ、丁度自身が勤めていた会社が危ない状態だったこともあり、人生を賭ける時が今だと感じたことでアルファポリスの「ドリームブッククラブ」に本作を応募することとなった。「ドリームブッククラブ」は読者の投資によって書籍を出版するというシステムとなっており、本作は応募から数カ月後に書籍化されることとなった。

## 既刊一覧

### 小説（単行本）
- 吉野匠（著者）・MID（イラスト） 『レイン』 アルファポリス〈アルファポリス〉、全16巻
本編
  1. 「雨の日に生まれた戦士」2005年10月15日初版発行、ISBN 4-434-06820-2
  2. 「招かれざる帰還」2006年4月15日初版発行、ISBN 4-434-07723-6
  3. 「シャンドリス、侵攻す」2006年7月20日初版発行、ISBN 4-434-08182-9
  4. 「世界を君に」2006年11月15日初版発行、ISBN 4-434-08574-3
  5. 「武闘会、開幕」2007年8月1日初版発行、ISBN 978-4-434-10872-3
  6. 「大戦勃発！」2008年3月20日初版発行、ISBN 978-4-434-11703-9
  7. 「星祭りの夜」2009年2月10日初版発行、ISBN 978-4-434-12803-5
  8. 「孤高の戦士」2010年6月15日初版発行、ISBN 978-4-434-14576-6
  9. 「過去からの亡霊」2011年6月30日初版発行、ISBN 978-4-434-15714-1
  10. 「最後の希望」2013年8月31日初版発行、ISBN 978-4-434-18272-3
  11. 「シェラザード山脈を背にして」2014年10月31日初版発行、ISBN 978-4-434-19884-7
  12. 「光の当たる場所」2015年5月31日初版発行、ISBN 978-4-434-20665-8
  13. 「新天地へ」2015年10月30日初版発行、ISBN 978-4-434-21234-5
  14. 「暗黒が覆う」2016年6月30日初版発行、ISBN 978-4-434-22104-0
  15. 「攻勢に出る」2017年6月30日初版発行、ISBN 978-4-434-23508-5

外伝
  - 「仄暗き廃坑の底で」2007年3月20日初版発行、ISBN 978-4-434-10412-1

### 小説（文庫版）
- 吉野匠（著者）・MID（イラスト） 『レイン』 アルファポリス〈アルファライト文庫〉、全16巻
本編
  1. 「雨の日に生まれた戦士」2009年5月7日初版発行、ISBN 978-4-434-12975-9
  2. 「招かれざる帰還」2009年7月25日初版発行、ISBN 978-4-434-13314-5
  3. 「シャンドリス、侵攻す」2010年4月1日初版発行、ISBN 978-4-434-13610-8
  4. 「世界を君に」2010年6月30日初版発行、ISBN 978-4-434-14512-4
  5. 「武闘会、開幕」2010年12月24日初版発行、ISBN 978-4-434-15156-9
  6. 「大戦勃発！」2011年4月14日初版発行、ISBN 978-4-434-15378-5
  7. 「星祭りの夜」2013年6月1日初版発行、ISBN 978-4-434-17905-1
  8. 「孤高の戦士」2013年8月20日初版発行、ISBN 978-4-434-18204-4
  9. 「過去からの亡霊」2013年11月25日初版発行、ISBN 978-4-434-18455-0
  10. 「最後の希望」2014年11月30日初版発行、ISBN 978-4-434-19855-7
  11. 「シェラザード山脈を背にして」2015年11月30日初版発行、ISBN 978-4-434-21203-1
  12. 「光の当たる場所」2016年6月30日初版発行、ISBN 978-4-434-21992-4
  13. 「新天地へ」2016年11月30日初版発行、ISBN 978-4-434-22556-7
  14. 「暗黒が覆う」2017年7月15日初版発行、ISBN 978-4-434-23469-9
  15. 「攻勢に出る」2018年6月30日初版発行、ISBN 978-4-434-24675-3

外伝
  - 「仄暗き廃坑の底で」2010年9月20日初版発行、ISBN 978-4-434-14793-7

### 漫画版
- 吉野匠（原作）・住川惠（作画） 『レイン』 マッグガーデン〈ブレイドコミックス〉、既刊20巻（2022年9月9日現在） 
本編
  1. 2009年5月24日初版発行（5月9日発売[9]）、ISBN 978-4-86127-626-2
  2. 2009年10月25日初版発行（10月10日発売[10]）、ISBN 978-4-86127-659-0
  3. 2010年5月25日初版発行（5月10日発売[11]）、ISBN 978-4-86127-732-0
  4. 2010年11月25日初版発行（11月10日発売[12]）、ISBN 978-4-86127-784-9
  5. 2011年7月23日初版発行（7月8日発売[13]）、ISBN 978-4-86127-857-0
  6. 2012年12月25日初版発行（12月10日発売[14]）、ISBN 978-4-86127-925-6
  7. 2013年6月23日初版発行（6月8日発売[15]）、ISBN 978-4-8000-0010-1
  8. 2014年4月25日初版発行（4月10日発売[16]）、ISBN 978-4-8000-0283-9
  9. 2014年9月25日初版発行（9月10日発売[17]）、ISBN 978-4-8000-0360-7
  10. 2015年1月25日初版発行（1月10日発売[18]）、ISBN 978-4-8000-0399-7
  11. 2015年8月25日初版発行（8月10日発売[19]）、ISBN 978-4-8000-0487-1
  12. 2016年3月25日初版発行（3月10日発売[20]）、ISBN 978-4-8000-0544-1
  13. 2016年11月25日初版発行（11月10日発売[21]）、ISBN 978-4-8000-0630-1
  14. 2017年5月25日初版発行（5月10日発売[22]）、ISBN 978-4-8000-0685-1
  15. 2017年10月25日初版発行（10月10日発売[23]）、ISBN 978-4-8000-0722-3
  16. 2018年5月25日初版発行（5月10日発売[24]）、ISBN 978-4-8000-0773-5
  17. 2019年1月25日初版発行（1月10日発売[25]）、ISBN 978-4-8000-0822-0
  18. 2020年2月25日発売[26]、ISBN 978-4-8000-0942-5
  19. 2022年9月9日発売[27]、ISBN 978-4-8000-1243-2

外伝
  - 『レイン外伝－ヴァンパイア・マスター－』 2013年4月25日初版発行（4月10日発売[28]）、ISBN 978-4-8000-0126-9

### 公式本
- 『レイン オフィシャルガイドブック』2010年3月26日発売[29]、ISBN 978-4-04-895300-9
  - ドラマCD 「嵐に勝った息子 その名をレイン」付き。

## ドラマCD
- レイン 雨の日に生まれた戦士 ドラマCD（2010年5月29日発売、キャラアニ CADC-0034）
  - 脚本：渡辺麻実、音楽：七瀬光

## パラレル作品

### 外伝 英雄にはなりたくない！
吉野匠のホームページに「英雄にはなりたくない！」という外伝小説が掲載されている。作者によると、本編とは何の関係もないらしい。キャラ設定も大きく違う所もあれば、あまり違わないところもある。主人公は、レイン本編でシャンドリスの将軍だったセイル。舞台もシャンドリス。

#### 登場人物（外伝 英雄にはなりたくない！）
セイル
主人公。20歳。いつも眠たそうな顔をしている。性格は穏やかで優しいお兄さん的な存在。父親が自称ドラゴンスレイヤーのあの人なので、幼いころからしこたましごかれ、剣の腕は相当のもの。青い魔剣を持っている。銘は父親の名前。義妹のジュンナを妹として見ていると同時に一人の女性としても見ているため、文字通りジュンナに“惚れて”いる。
ジュンナ
セイルの義妹。15歳。6歳の時に両親に捨てられた所をセイルに拾われ妹として育てられる。セイルが大好きでセイルしか見えていない。天才的な魔法使い。
ザルツ
闘技大会に参加してきた少年。19歳。実力はかなりのもの。ジュンナに一発で一目惚れしたが、本人からは嫌われている。だが、そのお陰でセイルと“親友”になる。
フォルニーア・ルシーダ・シャンドリス
17歳。本編では23歳でセイルより年上だったのだが、今回は年下。かなり気が強い。大食い。剣の腕もかなりのもの。セイルに惚れている。ジュンナとは恋のライバル。
グロアム
シャンドリスの騎士隊長の一人。フォルニーアと話すときは彼女の胸しか見ない。
ギール
グロアムの手先のような男。38歳。かなり背が低く弱そうに見えるが、その正体は…。
ジュネイ
フォルニーアの警護を任されている。剣の腕はかなりのもの。
グランゼ
盗賊。武器はダガー（短剣）。元々はフォルニーアやアーヴィン王を殺すために雇われた傭兵たちの一人だが、フォルニーアたちが森に向かう際に罠だと警告したり、ザルツとジュンナがピンチのときに自分の信念を貫いて味方になるなど、なかなかの男。
アーヴィン
シャンドリスの王。フォルニーアの父。剣の腕はなかなかのもの。
デュラン
「皆殺しのデュラン」の異名を取る一流の傭兵。グロアムに雇われてフォルニーアたちの敵になる。ザルツの元同僚。
レイ☆
セイルの父。自称25歳。ドラゴンスレイヤーなので全然年を取らない。自称「天才」。数年前から旅に出て行方不明。旅に出る際は必ず手紙を置いていく。

### プリンセスに乾杯を
主人公はレインシリーズでレイファンの大将軍だったアーク、大将軍補佐のフェリス、軍師だったケイ。舞台はミュールゲニアではなく、質問したところによれば吉野曰く、「過去に超文明が栄えていて、世界大戦後の荒廃の結果、時代が逆行した」という設定らしい。しかしながら、レインシリーズとまったく関係ないわけではない。レインシリーズに登場するアークたちは、「プリンセスに乾杯を」に登場するアークたちとキャラ設定はほぼ同じだからである。

#### 登場人物（プリンセスに乾杯を）
アーク
本編の主人公。20歳。黒いぼさぼさの髪に、生気にあふれる黒い目をしている。激情家。敵を前にすると「俺が正義の鉄拳で」と言うが、武器は剣。フェリスには「チーフ」と呼ばれている。
ケイ
17歳（自称20歳）。武器は三節棍。一人称は「ボク」であり、深紅の髪に深紅の瞳をしている。暇なときは本を読んでいる。結構毒舌家。
フェリス
アークやケイと同じ孤児院出身。20歳。表情はいつも笑顔。彼らと行動をともにしており、ムードメーカー。外見上は14 - 15歳に見える。短髪で少女顔。ふだんは怒りを露わにしないが、アークが酒の席で「あいつが味方でよかった」と漏らすほど怒ると大変怖い。
サーヤ・サフィーネ・レイファン
レイファンの王女。15歳。アークに助けられたことで彼にほのかな好意を持つ。
デュアン
レイファンの王室親衛隊長を務めていた騎士。腕は抜群でアークとは互角かそれ以上。
リューナス
レイファンの王で名君だった。故人。45歳。サーヤの父親。
グリード
レイファンの宰相。リューナス王の死をきっかけにサーヤを辺境に追いやり、自分が国政を握っている。サーヤのことを非常に疎ましく思っているが、彼女がレイファン王家の宝の在処を知っていると確信しているため、今は泳がせている。
ギゼロバ
グリードに拾われた黒いフードをすっぽりとかぶった小太りの男。自称「呪術師」。怪しげな術を使えるが、純真な者には効かない。
ザガン
大陸最強の傭兵として名高い。アークの大先輩。他の傭兵に「偉大なるザガン」と呼ばれ畏れられている。遙か太古の昔に大陸に存在したという、「インディアン」と呼ばれる種族の末裔を自称しており、赤や白の細い線が顔中に描かれている。